# Lill-Hamptjärnen, Medelpad
Lill-Hamptjärnen är en sjö i Ånge kommun i Medelpad och ingår i Ljungans huvudavrinningsområde.